# Ču Jou-tun
Ču Jou-tun (čínsky pchin-jinem Zhū Yǒudùn, znaky zjednodušené 朱有炖, tradiční 朱有燉; 7. února 1379 – 8. července 1439), kníže z Čou, byl nejstarší syn Ču Sua, prvního knížete z Čou a pátého syna Chung-wua, prvního císaře říše Ming. Proslul jako básník, spisovatel a především dramatik v žánru ca-ťü.

## Život
Ču Jou-tun se narodil 7. února 1379 ve Feng-jangu, byl nejstarším synem Ču Sua, knížete z Čou a pátého syna Chung-wua, prvního císaře říše Ming. Matkou Ču Jou-tuna byla hlavní manželka Ču Sua, dcera generála Feng Šenga. Žil s otcem ve Feng-jangu a od roku 1381 v jeho sídle v Kchaj-fengu, hlavním městě provincie Che-nan. Roku 1389 převzal správu knížecí domácnosti, když byl jeho otec mingskou vládou povolán do Nankingu, hlavního města říše Ming, kvůli svému chování (bez povolení odcestoval do Feng-jangu). Ču Su se do Kchaj-fengu vrátil až na přelomu let 1391/1392. Mezitím byl na jaře 1391 Ču Jou-tun jmenován otcovým následníkem (š’-c’, čínsky pchin-jinem shìzǐ, znaky 世子).
Na jaře (třetí den třetího měsíce) 1395 se Ču Jou-tun oženil s dcerou vojenského velitele Lü Kueje (呂貴). Následující rok se účastnil vojenských tažení na severní hranici v pekingské oblasti.
Roku 1398, po nástupu nového císaře Ťien-wena, Ču Suův druhý syn Ču Jou-sün obvinil otce ze zrady; Ču Su byl s celou rodinou a služebnictvem zatčen a eskortován do Nankingu. Císař otce i syna degradoval do stavu obyčejných poddaných a vypověděl do Jün-nanu. Po porážce Ťien-wena v občanské válce (kampaň ťing-nan) nastoupil roku 1402 na trůn císař Jung-le, který povolal svého bratra Ču Sua a jeho syna zpět do Nankingu a začátkem roku 1403 jim vrátil tituly i palác v Kchaj-fengu. Naopak Ču Jou-süna vypověděl do Jün-nanu. Ču Jou-tun si za svou věrnost otci, prokázanou roku 1398, vysloužil uznání Jung-leho, který ji vychválil ve vlastnoručně složené básni.
Ču Jou-tun poté žil v Kchaj-fengu a napsal své první divadelní hry, v žánru ca-ťü. Ve druhém desetiletí 15. století se více než divadlu věnoval malbě a především kaligrafii. Kaligrafii i sbíral a díla starých mistrů vydával, např. roku 1417 publikoval sbírku pěti verzí Wang Si-č’ovy slavné Předmluvy ke sbírce básní složených u pavilonu orchidejí. Jeho malby se nezachovaly; nicméně z jejich popisu v básních kchajfengského vysoce postaveného úředníka Li Čchang-čchiho lze soudit, že s oblibou maloval květiny, zvláště pivoňky.
Ču Jou-tun se osobně znal se spisovateli-povídkáři Čchü Jouem (který v letech 1403–1408 sloužil jako učitel v domácnosti knížete z Čou) a Li Čchang-čchim (v letech 1425–1439 s krátkou přestávkou vedoucího provinčního administrativního úřadu Che-nanu). Snad právě pod jejich vlivem ve svých teoretických pracích o divadelních hrách zdůrazňoval význam zápletky. Dalším významným básníkem a spisovatelem sloužícím v Kchaj-fengu byl Jü Čchien (v letech 1430–1447 koordinátor sün-fu provincií Che-nan a Šen-si).
V září 1425 zemřel jeho otec a 3. ledna 1426 byl oficiálně jmenován knížetem z Čou. Koncem dvacátých let 15. století se Ču Jou-tun k dramatu vrátil a v následujícím desetiletí napsal většinu ze svých více než třiceti her ca-ťü. Byl nejproduktivnějším a nejvýznamnějším dramatikem své generace. Jeho hry se dají rozdělit do dvou skupin. První tvoří oslavná díla určená k předvádění během dvorských slavností, o svátcích a výročích. Některé z těchto her zahrnují výpravnou scénu s početnými soubory tanečníků a zpěváků a zvláštními efekty. Druhou skupinu Ču Jou-tunových her tvoří klasická ca-ťü jejichž ústředním tématem je vyzdvihování příkladně věrného dvořana. Část z nich zesměšňuje nečestné obchodníky a neloajální dvořany. Skládal i poezii, především v žánrech š’ a san-čchü. Z jeho díla se zachovalo 46 š’, sbírka tří set písní san-čchü a jediná báseň cch’. Napsal též lékařskou knihu Siou-čen-fang (Užitečné recepty).
Ču Jou-tun byl bezdětný, adoptoval proto nejstaršího syna Ču Jou-süna, po otcově smrti ho však na Ču Jou-sünovu žádost (který doufal, že tak zvýší svou šanci na zdědění titulu knížete z Čou) vrátil zpět. Ču Jou-tun zemřel 8. července 1439, obdržel posmrtné jméno kníže Sien z Čou (čínsky pchin-jinem Zhōuxiànwáng, znaky zjednodušené 周宪王, tradiční 周憲王). Jeho manželka a šest konkubín 29. července 1439 spáchaly sebevraždu, aby mohly být pohřbeny s ním, přestože on sám žádal císaře o zrušení tohoto zvyku.
Naděje na nástupnictví po Ču Jou-tunovi si v polovině dvacátých let dělal Ču Jou-sün, který byl roku 1422 císařem Jung-le rehabilitován, ale roku 1428 se (s Ču Jou-sim, pátým synem Ču Sua) zapletl do spiknutí proti císaři Süan-te, byl degradován na poddaného a vypovězen do Pekingu. Titul knížete z Čou proto zdědil třetí syn Ču Sua Ču Jou-ťüe.